# Liste der Boxweltmeister im Leichtgewicht
Diese Liste der Boxweltmeister im Leichtgewicht bietet sowohl eine Übersicht über alle universellen Boxweltmeister als auch alle des ehemaligen Verbandes NYSAC sowie alle des Verbandes NBA (die NBA wurde im Jahre 1962 in WBA umbenannt) und alle der vier anerkannten und aktuell tätigen Weltverbände (WBC, WBA, IBF, WBO) im Leichtgewicht in chronologischen Reihenfolgen in separaten Tabellen. Die WBA-Superchampions sind sowohl in der chronologischen WBA-Tabelle als auch in einer separaten Tabelle gelistet. Der Status des Superchampions der WBA ist höher gereiht als der des regulären. Daher ist der WBA-Superchampion der eigentliche Weltmeister. Die WBO gehört erst seit 2007 zu den bedeutenden Verbänden.

## Universal
| Nr. | Weltmeister        | Von                | Bis               |
| --- | ------------------ | ------------------ | ----------------- |
| 1   | Jack McAuliffe     | 29. Oktober 1886   | 11. Juni 1893     |
| 2   | Kid Lavigne        | 1. Juni 1896       | 3. Juli 1899      |
| 3   | Frank Erne         | 3. Juli 1899       | 12. Mai 1902      |
| 4   | Joe Gans           | 12. Mai 1902       | 9. Juni 1908      |
| 5   | Battling Nelson    | 9. Juni 1908       | 22. Mai 1910      |
| 6   | Ad Wolgast         | 22. Februar 1910   | 28. November 1912 |
| 7   | Willie Ritchie     | 28. November 1912  | 7. Juli 1914      |
| 8   | Freddie Welsh      | 7. Juli 1914       | 28. Mai 1917      |
| 9   | Benny Leonard      | 28. Mai 1917       | 25. Januar 1925   |
| 10  | Jimmy Goodrich     | 13. Juli 1925      | 7. Dezember 1925  |
| 11  | Rocky Kansas       | 7. Dezember 1925   | 3. Juli 1926      |
| 12  | Sammy Mandell      | 3. Juli 1926       | 17. Juli 1930     |
| 13  | Al Singer          | 17. Juli 1930      | 14. November 1930 |
| 14  | Tony Canzoneri     | 14. November 1930  | 22. Juni 1933     |
| 15  | Barney Ross        | 22. Juni 1933      | April 1935        |
| 16  | Tony Canzoneri (2) | 10. Mai 1935       | 3. September 1936 |
| 17  | Lou Ambers         | 3. September 1936  | 17. Juli 1938     |
| 18  | Henry Armstrong    | 17. August 1938    | 22. August 1939   |
| 19  | Lou Ambers (2)     | 22. August 1939    | 11. Mai 1940      |
| 20  | Lew Jenkins        | 10. Mai 1940       | 19. Dezember 1941 |
| 21  | Sammy Angott       | 19. Dezember 1941  | 13. November 1942 |
| 22  | Beau Jack          | 23. September 1943 | 21. Mai 1943      |
| 23  | Bob Montgomery     | 21. Mai 1943       | 19. November 1943 |
| 24  | Beau Jack          | 19. November 1943  | 3. März 1944      |
| 25  | Juan Zurita        | 8. März 1944       | 18. April 1945    |
| 26  | Ike Williams       | 22. April 1945     | 25. Mai 1951      |
| 27  | Jimmy Carter       | 25. Mai 1951       | 1. April 1952     |
| 28  | Lauro Salas        | 1. April 1952      | 15. Oktober 1952  |
| 29  | Jimmy Carter (2)   | 15. Oktober 1952   | 29. Juni 1955     |
| 30  | Paddy DeMarco      | 5. März 1954       | 17. November 1954 |
| 31  | Jimmy Carter (3)   | 17. November 1954  | 29. Juni 1955     |
| 32  | Wallace Smith      | 29. Juni 1955      | 24. August 1956   |
| 33  | Joe Brown          | 24. August 1956    | 21. April 1962    |

## NYSAC
| Nr. | Weltmeister        | Von               | Bis               | Anzahl der Titelverteidigungen |
| --- | ------------------ | ----------------- | ----------------- | ------------------------------ |
| 1   | Jimmy Goodrich     | 13. Juli 1925     | 7. Dezember 1925  | 0                              |
| 2   | Rocky Kansas       | 7. Dezember 1925  | 3. Juni 1926      | 0                              |
| 3   | Beau Jack          | 18. Dezember 1942 | 21. Mai 1943      | 0                              |
| 4   | Bob Montgomery     | 21. Mai 1943      | 19. November 1943 | 0                              |
| 5   | Beau Jack (2)      | 19. November 1943 | 3. März 1944      | 0                              |
| 6   | Bob Montgomery (2) | 3. März 1944      | 4. August 1947    | 2                              |

## WBC
| Weltmeister            | Amt       |
| ---------------------- | --------- |
| Carlos Ortiz           | 1963–1965 |
| Ismael Laguna          | 1965      |
| Carlos Ortiz (2)       | 1965–1968 |
| Carlos Teo Cruz        | 1968–1969 |
| Mando Ramos            | 1969–1970 |
| Ismael Laguna (2)      | 1970      |
| Ken Buchanan           | 1971      |
| Pedro Carrasco         | 1971–1972 |
| Mando Ramos (2)        | 1972      |
| Chango Carmona         | 1972      |
| Rodolfo González       | 1972–1974 |
| Guts Ishimatsu         | 1974–1976 |
| Esteban de Jesús       | 1976–1978 |
| Roberto Durán          | 1978–1979 |
| Jim Watt               | 1979–1981 |
| Alexis Arguello        | 1981–1983 |
| Edwin Rosario          | 1983–1984 |
| José Luis Ramírez      | 1984–1985 |
| Hector Camacho         | 1985–1987 |
| José Luis Ramírez (2)  | 1987–1988 |
| Julio César Chávez     | 1988–1989 |
| Pernell Whitaker       | 1989–1992 |
| Miguel Ángel González  | 1992–1995 |
| Jean-Baptiste Mendy    | 1996–1997 |
| Stevie Johnston        | 1997–1998 |
| Cesar Bazan            | 1998–1999 |
| Stevie Johnston (2)    | 1999–2000 |
| José Luis Castillo     | 2000–2002 |
| Floyd Mayweather Jr.   | 2002–2004 |
| José Luis Castillo (2) | 2004–2005 |
| Diego Corrales         | 2005–2006 |
| Joel Casamayor         | 2006–2007 |
| David Díaz             | 2007–2008 |
| Manny Pacquiao         | 2008–2009 |
| Edwin Valero           | 2009–2010 |
| Edwin Valero           | 2010      |
| Humberto Soto          | 2010–2011 |
| Antonio DeMarco        | 2011–2012 |
| Adrien Broner          | 2012–2014 |
| Omar Figueroa          | 2014      |
| Jorge Linares          | 2014–2016 |
| Dejan Zlatičanin       | 2016–2017 |
| Miguel Ángel García    | seit 2017 |

## NBA
| Nr. | Weltmeister  | Von            | Bis            | Anzahl der Titelverteidigungen |
| --- | ------------ | -------------- | -------------- | ------------------------------ |
| 1   | Sammy Angott | 3. Mai 1940    | 8. März 1944   | 1                              |
| 2   | Juan Zurita  | 8. März 1944   | 18. April 1945 | 0                              |
| 3   | Ike Williams | 18. April 1945 | 1947           | 2                              |

## WBA
| Weltmeister         | Amt       |
| ------------------- | --------- |
| Carlos Ortiz        | 1962–1965 |
| Ismael Laguna       | 1965      |
| Carlos Ortiz (2)    | 1965–1968 |
| Carlos Teo Cruz     | 1968–1969 |
| Mando Ramos         | 1969–1970 |
| Ismael Laguna (2)   | 1970      |
| Ken Buchanan        | 1970–1972 |
| Roberto Durán       | 1972–1979 |
| Ernesto España      | 1979–1980 |
| Hilmer Kenty        | 1980–1981 |
| Sean O’Grady        | 1981      |
| Claude Noel         | 1981      |
| Arturo Frias        | 1981–1982 |
| Ray Mancini         | 1982–1984 |
| Livingstone Bramble | 1984–1986 |
| Edwin Rosario       | 1986–1987 |
| Julio César Chávez  | 1987–1989 |
| Edwin Rosario (2)   | 1989–1990 |
| Juan Nazario        | 1990      |
| Pernell Whitaker    | 1990–1992 |
| Joey Gamache        | 1992      |
| Tony Lopez          | 1992–1993 |
| Dingaan Thobela     | 1993      |
| Orsubek Nasarow     | 1993–1998 |
| Jean-Baptiste Mendy | 1998–1999 |
| Julien Lorcy        | 1999      |
| Stefano Zoff        | 1999      |
| Gilberto Serrano    | 1999–2000 |
| Takanori Hatakeyama | 2000–2001 |
| Julien Lorcy (2)    | 2001      |
| Raul Horacio Balbi  | 2001–2002 |
| Leonard Doroftei    | 2002–2003 |
| Lakva Sim           | 2004      |
| Juan Díaz           | 2004–2008 |
| José Alfaro         | 2007–2008 |
| Nate Campbell       | 2008–2009 |
| Yūsuke Kobori       | 2008–2009 |
| Paulus Moses        | 2009–2010 |
| Juan Manuel Márquez | 2009–2012 |
| Miguel Acosta       | 2010–2011 |
| Brandon Ríos        | 2011      |
| Richard Abril       | 2013–2015 |
| Darleys Pérez       | 2015      |
| Anthony Crolla      | 2015–2016 |
| Jorge Linares       | 2016–2018 |
| Wassyl Lomatschenko | seit 2018 |

### WBA-Superchampion
| Weltmeister         | Amt       |
| ------------------- | --------- |
| Juan Díaz           | 2007–2008 |
| Nate Campbell       | 2008–2009 |
| Juan Manuel Márquez | 2009–2012 |
| Peter Pazdzierny    | seit 2022 |

## IBF
| Weltmeister         | Amt       |
| ------------------- | --------- |
| Charlie Brown       | 1984      |
| Harry Arroyo        | 1984–1985 |
| Jimmy Paul          | 1985–1986 |
| Greg Haugen         | 1986–1987 |
| Vinny Pazienza      | 1987–1988 |
| Greg Haugen (2)     | 1988–1989 |
| Pernell Whitaker    | 1989–1992 |
| Freddie Pendleton   | 1993–1994 |
| Rafael Ruelas       | 1994–1995 |
| Óscar de la Hoya    | 1995      |
| Philip Holiday      | 1995–1997 |
| Shane Mosley        | 1997–1999 |
| Paul Spadafora      | 1999–2003 |
| Javier Jauregui     | 2003–2004 |
| Julio Díaz          | 2004–2005 |
| Leavander Johnson   | 2005      |
| Jesus Chavez        | 2005–2007 |
| Julio Díaz (2)      | 2007      |
| Julio Díaz (2)      | 2007–2008 |
| Nate Campbell       | 2008–2009 |
| Miguel Vázquez      | 2010–2014 |
| Mickey Bey          | 2014–2015 |
| Rances Barthelemy   | 2015–2016 |
| Robert Easter Jr    | 2016–2018 |
| Miguel Ángel García | 2018      |
| Richard Commey      | seit 2019 |

## WBO
| Weltmeister         | Amt       |
| ------------------- | --------- |
| Mauricio Aceves     | 1989–1990 |
| Dingaan Thobela     | 1990–1991 |
| Giovanni Parisi     | 1992–1994 |
| Óscar de la Hoya    | 1994–1996 |
| Artur Grigorian     | 1996–2004 |
| Acelino Freitas     | 2004      |
| Diego Corrales      | 2004–2005 |
| Acelino Freitas (2) | 2006–2007 |
| Juan Díaz           | 2007–2008 |
| Nate Campbell       | 2008–2009 |
| Juan Manuel Márquez | 2009–2012 |
| Ricky Burns         | 2012–2014 |
| Terence Crawford    | 2014–2015 |
| Terry Flanagan      | 2015–2017 |
| Raymundo Beltrán    | 2018      |
| José Pedraza        | 2018      |
| Wassyl Lomatschenko | seit 2018 |